# Il serpente verde
La fiaba del Serpente verde e della bella Lilia è un racconto di Johann Wolfgang von Goethe pubblicato nel 1795 sulla rivista tedesca Die Horen («Le Ore»), edita da Friedrich Schiller. Fu posta a conclusione della novella Conversazioni di emigranti tedeschi (1795). Il serpente verde è considerato l'esempio fondante del genere Kunstmärchen, cioè di arte favolistica.
La storia, densa di simboli alchemici ed esoterici, ruota attorno alla traversata di un fiume, che rappresenta il divario tra la vita esteriore dei sensi e le aspirazioni ideali dell'essere umano.

## La storia

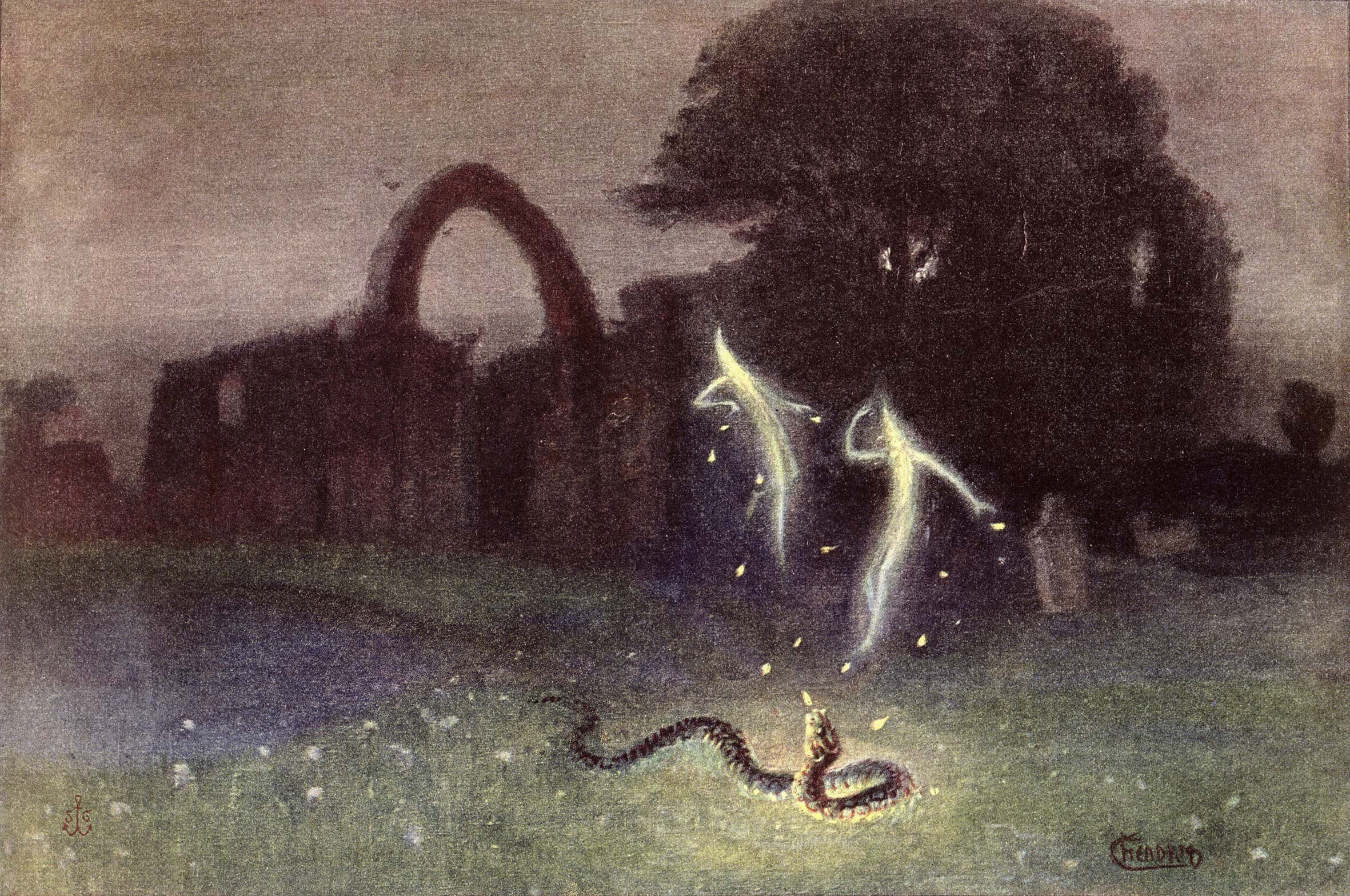
Il serpente e i fuochi fatui, illustrazione di Hermann Hendrich (1923)

Due fuochi fatui chiedono a un barcaiolo di essere traghettati al di là di un grande fiume. Dopo che l'uomo li ha esauditi, intendono ripagarlo con delle monete d'oro che essi si scrollano allegramente di dosso dalle proprie fiamme; il barcaiolo però le rifiuta perché può accettare solo i frutti della terra, e chiede loro tre cipolle, tre cavoli e tre carciofi. I fuochi fatui promettono di ripagarlo quanto prima e vengono lasciati andare. Il barcaiolo torna sull'altra riva e va a gettare le monete dentro un dirupo in alta montagna. Al suo interno si trova il serpente verde, che subito le ingoia e diventa estremamente luminoso. 
Andando in cerca dei donatori, il serpente si imbatte nei fuochi fatui, i quali scuotono via da sé altro oro, che il serpente di nuovo ingoia diventando ancora più brillante. Per riconoscenza indica loro la strada per recarsi dalla bella Lilia, che si trova però dall'altra parte del fiume da dove essi provenivano.
Il serpente torna nella sua voragine, dove in precedenza aveva scoperto un luogo chiuso da uno stretto crepaccio che sembrava contenere oggetti lisci e modellati dall'uomo. Con la sua luminescenza ora riesce in parte a distinguerli: vede tre nicchie contenenti tre statue di re seduti, una d'oro, una d'argento e una di bronzo. Una quarta statua, scolpita in piedi, appare composta da un miscuglio disarmonico di questi tre metalli. Entra nel tempio un uomo anziano con in una mano una lampada singolare che non getta ombre. «Quanti segreti conosci?» gli chiede il re d'oro. «Tre» risponde il vecchio. Il serpente, che conosce il quarto segreto, lo rivela al suo orecchio, al che l'uomo esclama «L'ora è venuta!».
Tornato nella sua capanna, il vecchio trova la sua anziana moglie in preda a una grande afflizione, perché è stata appena importunata dai fuochi fatui, i quali per giunta hanno leccato via le pareti dorate della loro abitazione, e hanno schizzato intorno delle monete d'oro che il loro cane ha mangiato, restandone ucciso. La lampada dell'uomo però ha la capacità di trasformare le pietre in oro e gli animali morti in onice, cosicché opera il prodigio, rendendo il cane un'opera d'arte. Solo la bella Lilia, che col suo tocco uccide ogni essere vivente ma può anche dare vita alle pietre preziose, riuscirà a questo punto a far rivivere il cane.
La vecchia quindi si mette in cammino per andare da Lilia a portarle il cane, riposto in un cesto insieme a tre cipolle, tre cavoli e tre carciofi, cioè il debito dei fuochi fatui che la vecchia ingenuamente si era impegnata di saldare per loro nei confronti del fiume. Giunta verso mezzogiorno in vista del fiume, si imbatte in un maldestro gigante, che con la propria ombra le sottrae una cipolla, un cavolo e un carciofo, e poi si allontana. Incerta se andare avanti, giunge infine alla riva, dove approda il barcaiolo che ha appena traghettato un giovane, e le dice di non poter accettare la verdura perché manca un pezzo di ciascun ortaggio, a meno che ella prometta di saldare il debito entro ventiquattr'ore. Accettando, la vecchia dà in pegno la sua mano immergendola nel fiume, che diventa tutta nera: presto scomparirà del tutto se lei non manterrà la parola.
Raggiungendo il giovane, incuriosita dal suo aspetto regale ma dimesso, la vecchia viene a sapere che anche lui è diretto dalla bella Lilia, e che ha perduto corona, scettro e spada. Insieme attraversano il ponte formato dal serpente che a quell'ora come ogni giorno si inarca sopra il fiume per consentire il transito dei pedoni. Il serpente li segue, accompagnato dai fuochi fatui, finché giungono al giardino di Lilia, sulle rive di un lago. 
La splendida ragazza, dal tocco letale, è triste per il suo destino, tanto più che il suo canarino è morto perché inavvertitamente l'ha toccata, impaurito da un falco. Lo dà allora alla vecchia perché lo porti da suo marito che lo trasformi in pietra preziosa con la sua lampada magica. La vecchia le lascia il cane d'onice, che grazie al suo tocco si anima. Il giovane intanto, ingelosito dal cane che ella stringe al seno, si getta tra le sue braccia e ne resta ucciso. Lilia è disperata, mentre il serpente subito circonda col suo corpo il cadavere per rallentarne la putrefazione, e tre ancelle assistono la ragazza per risparmiarle il dolore. La vecchia e i fuochi fatui vengono incaricati di far venire l'uomo con la lampada, che invece poco dopo arriva perché guidato in lontananza dal falco. Una sicura speranza attenua l'ansia generale, finché giunge mezzanotte. 
Il serpente si mette allora in cammino, diretto al fiume. Il giovane morto viene adagiato nel cesto allargato della vecchia, e tutti i personaggi seguono in processione il serpente; questi, giunto al fiume, fa loro da ponte, dopodiché sull'altra riva il vecchio gli domanda cosa abbia deciso. «Di sacrificarmi prima di essere sacrificato» risponde lui. Lilia a questo punto è in grado di riportare il giovane principe in vita, anche se solo in uno stato di sogno, toccando sia lui che il serpente. Questi si trasforma in un mucchio di pietre preziose che vengono gettate nel fiume. Il vecchio poi guida il gruppo verso le porte del tempio, che sono bloccate da una serratura d'oro, ma i fuochi fatui li aiutano ad entrare leccando via l'oro dalle porte. 

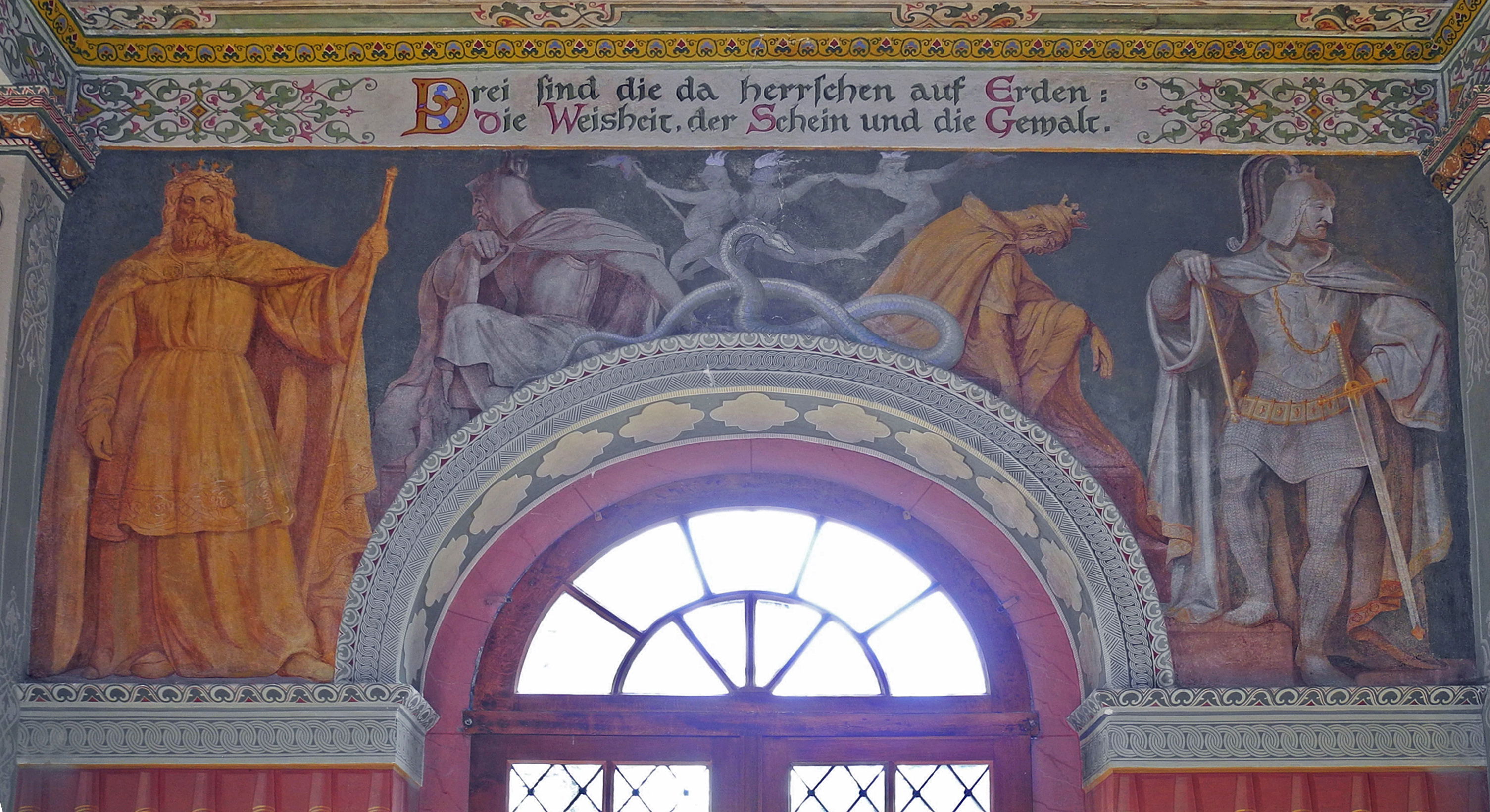
Affresco di Carl Gottlieb Peschel sulla fiaba di Goethe, che raffigura i Re con sopra la frase pronunciata dal vecchio: «Sono in tre a governare la Terra: la saggezza, l'apparenza e la violenza».

L'uomo esclama che l'ora è giunta, quindi il tempio inizia a tremare, e viene magicamente trasportato sotto il fiume, emergendo infine sopra la capanna del barcaiolo, che si trasforma in un altare d'argento. L'alba sta sorgendo, e il vecchio invita sua moglie ad andare a bagnare la mano nel fiume perché i suoi debiti sono saldati. Proclama poi che sono tre a dominare sulla terra: la saggezza, l'apparenza e la forza. A quelle parole i tre re si alzano in piedi, ed elargiscono i propri doni, spada, scettro e corona, al giovane principe, che si desta dal sonno. Il quarto re crolla invece a sedere, con le venature d'oro ormai mangiate dai fuochi fatui. Ora che il tocco di Lilia non porta più la morte, il giovane, divenuto re, corre da lei sull'altare, dove sono uniti in matrimonio. «Hai dimenticato che la quarta forza è l'amore», dice il giovane re al vecchio, ma questi osserva: «L'amore non domina ma forma, e questo è ancor più».
Guardando fuori dal tempio, vedono che un maestoso ponte permanente si inarca sul fiume: il risultato del sacrificio del serpente. Un ultimo disagio è causato dal gigante, la cui ombra goffa provoca un breve scompiglio tra la folla, ma egli perde infine la sua potenza distruttiva tramutandosi in una poderosa statua che segna le ore del giorno. E «fino a oggi il ponte ha brulicato di viandanti, e il tempio è il più frequentato di tutta la Terra».

## Interpretazioni
La difficile interpretazione in chiave esoterica della fiaba ha portato a rilevare come Il serpente verde fosse nato dalla lettura di Goethe delle Nozze alchemiche di Christian Rosenkreutz.
Lo stesso Goethe avrebbe promesso di svelare il significato della fiaba, se prima ne fossero state raccolte cento interpretazioni. Si iniziò a cercare chi volesse fornirle, anche dietro compensi in denaro, ma il numero non fu mai raggiunto. Ad oggi, sono state fornite due principali chiavi interpretative della fiaba, una di tipo massonico da parte di Oswald Wirth, e un'altra di Rudolf Steiner basata sulla conoscenza antroposofica.
Secondo l'interpretazione massonica, il fiume rappresenterebbe il Reno, quale linea di confine tra la Francia dell'illuminismo, simboleggiato dalla bella Lilia, e la Germania, destinata a sua volta ad essere illuminata dal bagliore del progresso della nuova era, con la fondazione nel suo regno del Tempio massonico, contro cui si accanisce l'oscurantismo retrogrado del Gigante.